# Primera División de Bolivia 1971
El Campeonato Nacional de 1971 fue el 13º torneo nacional de primera división en Bolivia que organizó la Federación Boliviana de Fútbol. El Campeón Nacional fue el Oriente Petrolero por primera vez en su historia.

## Fase de grupos[5]

### Grupo A
Regional La Paz y Oruro.
| Pos | Equipo        | Pts | PJ | G | E | P | GF | GC | Dif |
| --- | ------------- | --- | -- | - | - | - | -- | -- | --- |
| 1º  | The Strongest | 9   | 6  | 4 | 1 | 1 | 20 | 9  | 11  |
| 2º  | Municipal     | 9   | 6  | 4 | 1 | 1 | 10 | 7  | 3   |
| 3º  | San José      | 4   | 6  | 2 | 0 | 4 | 7  | 13 | -6  |
| 4º  | Ingenieros    | 2   | 6  | 1 | 0 | 5 | 11 | 19 | -8  |

|  | Clasificados a la Fase Final. |

### Grupo B
Regional Chuquisaca y Cochabamba.
| Pos | Equipo     | Pts | PJ | G | E | P | GF | GC | Dif |
| --- | ---------- | --- | -- | - | - | - | -- | -- | --- |
| 1º  | Stormers   | 8   | 6  | 4 | 0 | 2 | 10 | 4  | 6   |
| 2º  | Aurora     | 7   | 6  | 3 | 1 | 2 | 8  | 3  | 5   |
| 3º  | Petrolero  | 7   | 6  | 3 | 1 | 2 | 5  | 5  | 0   |
| 4º  | Magisterio | 2   | 6  | 1 | 0 | 5 | 4  | 15 | -11 |

|  | Clasificados a la Fase Final. |

### Grupo C
Regional Santa Cruz y Potosí.
| Pos | Equipo                  | Pts | PJ | G | E | P | GF | GC | Dif |
| --- | ----------------------- | --- | -- | - | - | - | -- | -- | --- |
| 1º  | La Bélgica              | 10  | 6  | 4 | 2 | 0 | 16 | 4  | 12  |
| 2º  | Oriente Petrolero       | 8   | 6  | 3 | 2 | 1 | 13 | 5  | 8   |
| 3º  | Universitario de Potosí | 6   | 6  | 3 | 0 | 3 | 8  | 11 | -3  |
| 4º  | Wilstermann Unificada   | 0   | 6  | 0 | 0 | 6 | 2  | 19 | -17 |

|  | Clasificados a la Fase Final. |

## Fase final[1]
| Pos | Equipo            | Pts | PJ | G | E | P | GF | GC | Dif |
| --- | ----------------- | --- | -- | - | - | - | -- | -- | --- |
| 1º  | Oriente Petrolero | 17  | 12 | 8 | 1 | 3 | 21 | 12 | 9   |
| 2º  | Chaco Petrolero   | 16  | 12 | 6 | 4 | 2 | 27 | 16 | 11  |
| 3º  | The Strongest     | 16  | 12 | 7 | 2 | 3 | 23 | 15 | 8   |
| 4º  | La Bélgica        | 12  | 12 | 5 | 2 | 5 | 19 | 15 | 4   |
| 5º  | Municipal         | 11  | 12 | 5 | 1 | 6 | 16 | 21 | -5  |
| 6º  | Aurora            | 6   | 12 | 1 | 4 | 7 | 12 | 24 | -12 |
| 7º  | Stormers          | 6   | 12 | 1 | 4 | 7 | 13 | 28 | -15 |

|  | Campeón. |